# ستيفن سنكلير
ستيفن سنكلير (بالإنجليزية: Stephen Sinclair)‏ هو كاتب سيناريو ومخرج نيوزلندي، ولد في القرن العشرين في نيوزيلندا.

## وصلات خارجية
- الموقع الرسمي
- ستيفن سنكلير على موقع IMDb (الإنجليزية)
- ستيفن سنكلير على موقع ألو سيني (الفرنسية)
- ستيفن سنكلير على موقع أول موفي (الإنجليزية)
- ستيفن سنكلير على موقع قاعدة بيانات الأفلام السويدية (السويدية)
- ستيفن سنكلير على موقع قاعدة بيانات الفيلم (الإنجليزية)
- ستيفن سنكلير على موقع كينوبويسك (الروسية)